# داليبور بيرشيتش
داليبور بيرشيتش مواليد 28 مايو 1985 في جمهورية البوسنة والهرسك الاشتراكية، هو لاعب كرة سلة بوسني. بدأ مسيرته الاحترافية في سنة 2003. يبلغ طوله 6 قدم 4 بوصة (1.9 م). لعب مع نادي تيميشوارا لكرة السلة في الدوري الروماني لكرة السلة.

## روابط خارجية
- داليبور بيرشيتش على موقع الاتحاد الدولي لكرة السلة (الإنجليزية)
- داليبور بيرشيتش على موقع كرة السلة الأوروبية.كوم (الإنجليزية)
- داليبور بيرشيتش على موقع ريلجم (الإنجليزية)
- داليبور بيرشيتش على موقع بروبوليرز (الإنجليزية)